# Cimetière de bateaux
Ne doit pas être confondu avec Cimetière sous-marin.

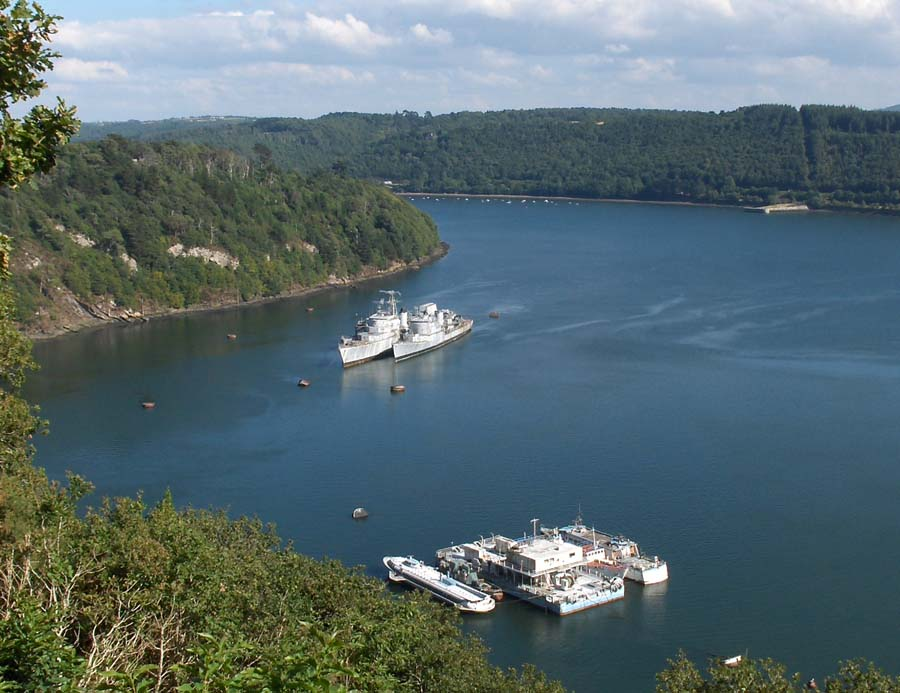
Cimetière de bateaux militaires français de Landévennec dans la rivière Aulne, au sud de la rade de Brest.

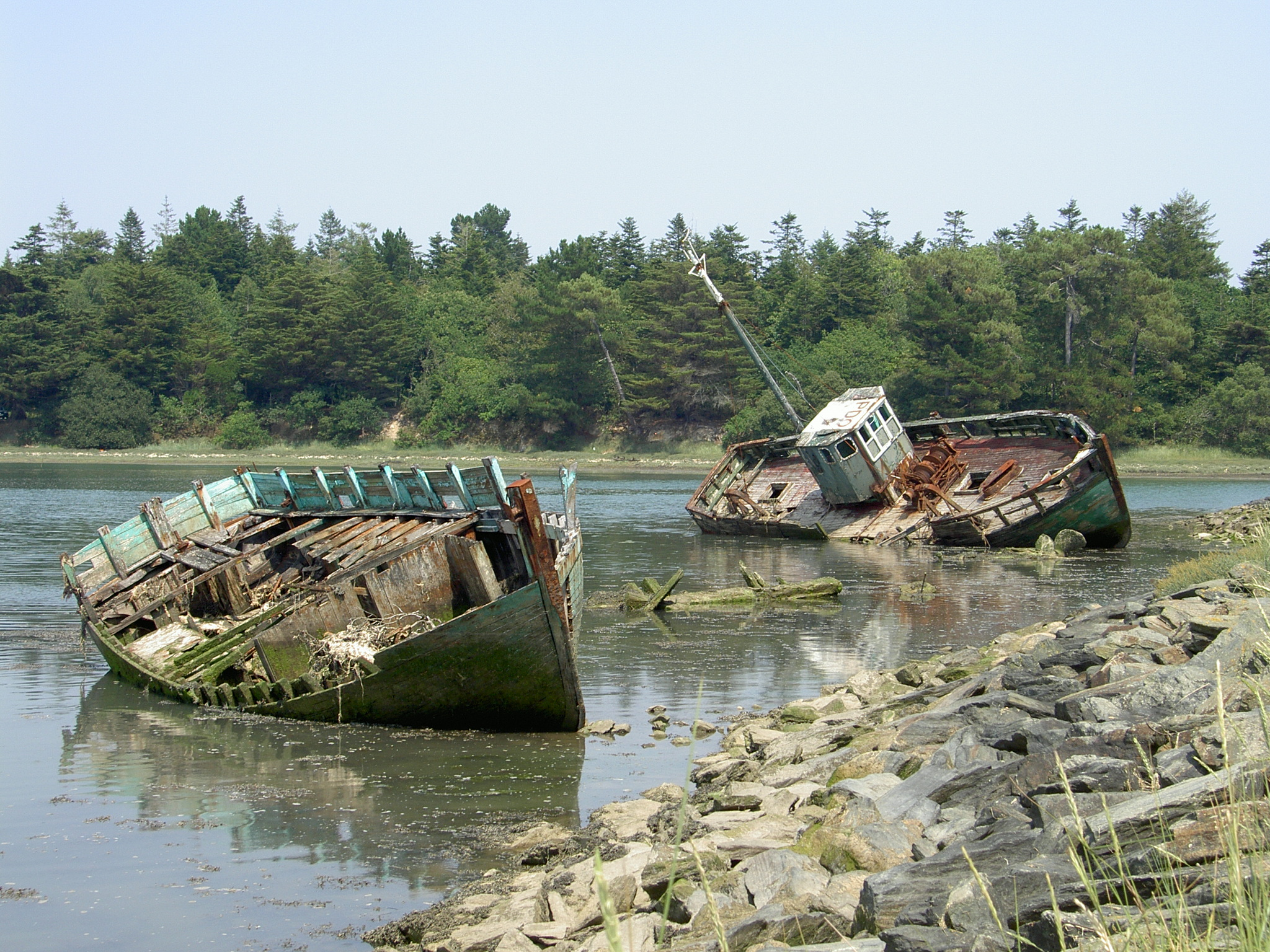
Cimetière de bateaux à Bénodet.

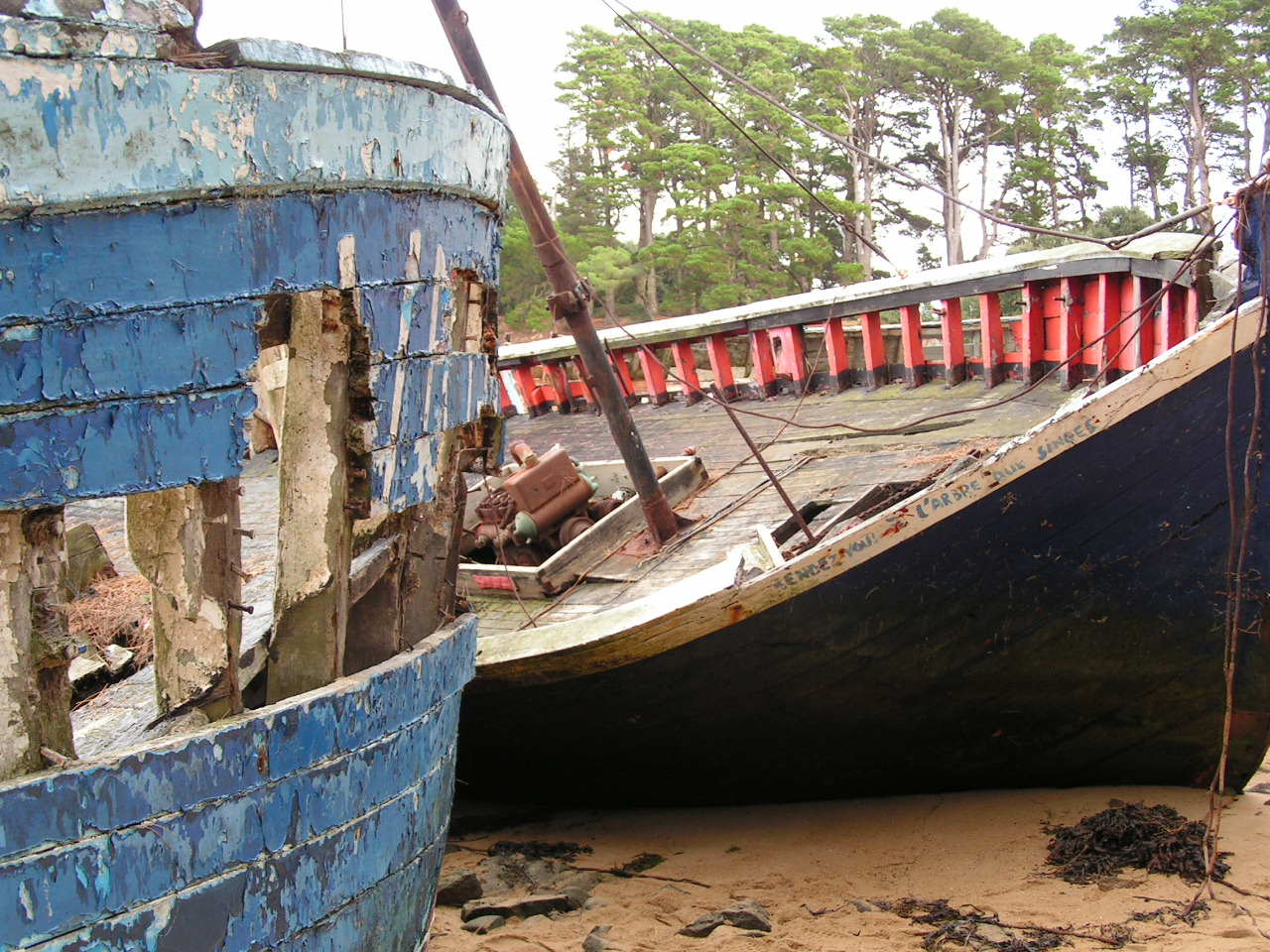
Cimetière de bateaux sur l'île de Berder dans le golfe du Morbihan.

Un cimetière de bateaux est un lieu où l'on stocke, voire laisse « mourir » les coques des navires.
Aujourd'hui, la réglementation environnementale et plus précisément la règlementation sur les déchets incite fortement à ce que soient dépollués puis recyclés ces navires civils ou militaires, qu'ils soient en bois, métaux ou plastique et composites.
Certaines cales sèches où l'on découpe les carcasses pour recycler des métaux et extraire des matières dangereuses comme l'amiante ont aussi improprement pris le nom de cimetière de bateaux.

## Divers
C'est aussi le début d'un titre de roman de Arturo Pérez-Reverte, le Cimetière des bateaux sans nom.